# Takahashi Korekiyo
El Vizconde Takahashi Korekiyo ( 27 de julio de 1854-26 de febrero de 1936?) fue un político japonés y el 20.º primer ministro de Japón desde el 13 de noviembre de 1921 hasta el 12 de junio de 1922. Fue conocido como experto en finanzas durante su carrera política.

## Primeros años
Nació en la ciudad de Edo (actual Tokio) como hijo ilegítimo de un pintor de la corte que vivía en el Castillo Edo, y fue adoptado como el hijo de Takahashi Kakuji, un samurái de clase baja (ashigaru) que estaba al servicio del daimyō del clan Date en el Sendai han. Estudió inglés y cultura estadounidense en una escuela privada dirigida por el misionario James Curtis Hepburn, y asistió a Londres con un hijo de Katsu Kaishu. Tras su regreso a Japón, se convirtió en el primer directo de una escuela secundaria llamada Kyoritsu Gakko en Tokio (actual Escuela Secundaria Kaisei) y al mismo tiempo trabajó como un burócrata gubernamental de baja categoría en el Ministerio de Educación, y posteriormente en el Ministerio de Agricultura, Silvicultura y Pesca. Fue asignado como primer jefe de la Oficina de Patentes y ayudó a organizar el sistema de patentes en Japón. Después, renunció a sus posiciones gubernamentales y fue a Perú para iniciar una empresa, pero fracasó.
Fue empleado del Banco de Japón en 1892, y fueron reconocidos sus talentos, alcanzando la vicepresidencia en 1898. Por su éxito en la crítica de los préstamos extranjeros al gobierno japonés durante y después de la Guerra Ruso-Japonesa (1904 – 1905), fue nombrado en la Casa de Lores en 1905.
Takahashi fue nombrado presidente del Banco de Japón en 1911.

## Carrera política
En 1913 fue nombrado ministro de Finanzas en el gabinete de Yamamoto Gonnohyoe y se unió al partido político Rikken Seiyukai. Fungió el mismo cargo durante el gabinete de Hara Takashi en 1918. Tras el asesinato de Hara en 1921, Takahashi fue nombrado 20.º primer ministro de Japón y presidente del Rikken Seiyukai.
El período de Takahashi como primer ministro duró siete meses, principalmente por su incapacidad al no tener el control de las diferentes facciones de su partido, y esa pérdida causó el rechazo de las bases en el partido.
Tras su renuncia como primer ministro, Takahashi mantuvo la posición de presidente del partido. Cuando Katō Takaaki fue nombrado primer ministro y formó un gabinete de coalición en 1924, Takahashi aceptó el puesto de Ministro de Agricultura y Comercio. Renunció del Rikken Seiyukai en 1925.
Takahashi continuó como Ministro de Finanzas bajo las administraciones de Tanaka Giichi (1927 – 1929), Inukai Tsuyoshi (1931 – 1932), Saitō Makoto (1932 – 1934) y Okada Keisuke (1934 – 1936). A pesar de su lucha contra los efectos de la Gran Depresión de 1929, sus políticas fiscales involucraron la reducción del presupuesto militar y el posterior descontento entre los militares, y fue asesinado por militares rebeldes en el incidente del 26 de febrero de 1936.